# Shinehead
Shinehead (né Carl Aiken en 1962) est un chanteur Jamaïcain de reggae et de rap.
Après avoir pris part à différents sound system au début des années 1980, il sort, en 1986, sur le label indépendant African Love Music, son premier album Rough & Rugged où figure le titre Who The Cap Fits (Let Them Wear It) ainsi qu'une reprise de Billie Jean.
En 1988 Shinehead signe chez Elektra Records chez qui il restera jusqu'en 1995. C'est pendant cette période qu'il enregistre, pour son album Sidewalk University, son titre sans doute le plus célèbre : A Jamaicain In New York, reprise aux paroles modifiées d'Englishman in New York de Sting.
À ses débuts, le  chanteur Jeff Buckley l'accompagnait à la guitare ainsi qu'aux chœurs.

## Biographie
a commencé sa carrière musicale en se produisant dans différents systèmes de sonorisation reggae dancehall new-yorkais dans les années 1980, notamment Downbeat The Ruler de Tony Screw, basé dans le Bronx.
Ses débuts d'enregistrement remontent à 1986 sur le label indépendant African Love Music avec "Who The Cap Fits (Laissez-les porter)" de l'album Rough & Rugged. À ses débuts, Jeff Buckley dirigeait son groupe à la guitare et donnait un coup de main au chant. Il est apparu sur l'album 1987 de Sly et Robbie, Rhythm Killers.
Shinehead a été signé à un contrat d'enregistrement par Artiste et Répertoire représentant Raoul Roach avec Elektra Records en 1988, et est resté avec elle jusqu'en 1995.
Son single le plus connu est la version de couverture de " Englishman In New York " de Sting, rebaptisée "Jamaican In New York" (1993). Au Royaume - Uni, il a atteint la 30e place en avril 1993. Le single figurait sur l'album Sidewalk University.
Il est en grande partie crédité comme l’un des artistes originaux du croisement hip-hop avec le reggae, maintenant connu sous le nom de fusion reggae, avec des chansons comme "Try My Love" en 1992. On peut entendre le talent vocal de Shinehead sur plusieurs morceaux sur les albums "Unity" (1988) et "The Real Rock" (1992). Son style de discussion Deejay rapide peut être entendu sur des titres stellaires comme "Cigarette Breath", "Gimme No Crack" et "Do It With Ease". L'approche mélodique et singjay de Shinehead est présente dans des chansons telles que "Strive", alors qu'il apporte plus de saveur hip hop dans des titres tels que "Chain Gang".
Son "Chain Gang" a été la première vidéo diffusée lors d'un épisode de la saison régulière de Yo! MTV Raps, en 1988.
Shinehead est toujours très actif. Il faisait partie de la croisière annuelle Jamrock en 2015. La même année, il jouait au CES de Las Vegas. Il est multi-talentueux et cela est plus évident que jamais avec le succès de son système de son Kingston 12[non neutre].

## Discographie
- 1986: Rough & Rugged
- 1988: Unity
- 1990: The Real Rock
- 1992: Sidewalk University
- 1994: Troddin´
- 2002: Praises